# Берк (округ, Північна Дакота)
Шаблон:StateAbbr_ 48°47′ пн. ш. 102°31′ зх. д. / 48.79° пн. ш. 102.52° зх. д.
Округ Берк (англ. Burke County) — округ (графство) у штаті Північна Дакота, США. Ідентифікатор округу 38013.

## Історія
Округ утворений 1910 року.

## Демографія
За даними перепису
2000 року
загальне населення округу становило 2242 осіб, усе сільське.
Серед мешканців округу чоловіків було 1130, а жінок — 1112. В окрузі було 1013 домогосподарства, 681 родин, які мешкали в 1412 будинках.
Середній розмір родини становив 2,77.
Віковий розподіл населення поданий у таблиці:
| Стать    | До 15 років | 15-21 | 22-29 | 30-39 | 40-49 | 50-65 | 65-85 | Понад 85 |
| -------- | ----------- | ----- | ----- | ----- | ----- | ----- | ----- | -------- |
| Чоловіки | 172         | 82    | 52    | 137   | 185   | 242   | 231   | 29       |
| Жінки    | 184         | 82    | 49    | 112   | 155   | 228   | 266   | 36       |

## Суміжні округи
- Rural Municipality of Estevan No. 5[en], Канада — північ
- Rural Municipality of Coalfields No. 4[en], Канада — північ
- Селище North Portal, Saskatchewan[en], Канада — північ
- Rural Municipality of Enniskillen No. 3[en], Канада — північ
- Ренвілл — схід
- Ворд — південний схід
- Маунтрейл — південь
- Вільямс — південний захід
- Дівайд — захід

## Виноски
1. ↑  US Decennial Census. US Census Bureau. Архів оригіналу за 26 квітня 2015. Процитовано 27 січня 2015.
2. ↑  Historical Census Browser. University of Virginia Library. Архів оригіналу за 11 серпня 2012. Процитовано 27 січня 2015.
3. ↑  Forstall, Richard L., ред. (27 березня 1995). Population of Counties by Decennial Census: 1900 to 1990. United States Census Bureau. Архів оригіналу за 5 березня 2015. Процитовано 27 січня 2015.
4. ↑  Census 2000 PHC-T-4. Ranking Tables for Counties: 1990 and 2000 (PDF). US Census Bureau. 2 квітня 2001. Архів оригіналу (PDF) за 18 грудня 2014. Процитовано 27 січня 2015.
5. ↑  State & County QuickFacts. Бюро перепису населення США. Архів оригіналу за 5 вересня 2015. Процитовано 31 жовтня 2013. [Архівовано 2011-08-05 у Wayback Machine.](англ.) Наведено за англійською вікіпедією.
6. ↑  American FactFinder. Бюро перепису населення США. Архів оригіналу за 26 лютого 2012. Процитовано 31 січня 2008. [Архівовано 2008-05-21 у Wayback Machine.]

| США | Це незавершена стаття з географії США. Ви можете допомогти проєкту, виправивши або дописавши її. |